# Dịch châu chấu Madagascar 2013

## Lịch sử
Nạn châu chấu thường xảy ra ở các nước châu Phi nhưng tại Madagascar năm 2013 là tai họa nặng nề nhất trong hơn nửa thế kỷ. Từ cuối năm 2012 vùng Tây Phi báo động vì sự xuất hiện của hàng đàn châu chấu sa mạc. Bắt đầu sinh sôi nảy nở từ Tchad, Mali, Niger những đàn châu chấu bay tới những nước Bắc Phi. Đúng vào ngày Chủ Nhật Lễ Lá vào tháng 3 năm 2013, như chuyện của thời Kinh Thánh 2.000 năm trước, hàng triệu con châu chấu từ Sudan, Ai Cập tràn qua Israel và Palestine.
Madagascar là một nước rất nghèo, 90% trong dân số 22 triệu sống ở mức dưới $2 một ngày, tính đến năm 2013.

## Kiểm soát dịch hại
Ngày 26 tháng 3 năm 2013, Cơ quan Lương Nông quốc tế (FAO) đưa ra báo động về tình trạng trầm trọng của nạn châu chấu ở Madagascar và cho biết cần nhiều triệu dollar cho công cuộc cứu đói. Hàng tỷ con châu chấu tràn ngập trên phân nửa quốc gia này. Hàng đàn châu chấu bay như những đám mây, đáp xuống đâu ăn trụi hết cây cối hoa cỏ. FAO dự đoán nạn châu chấu sẽ gây thiếu lương thực và đói cho 60% dân chúng Madagascar với 2/3 mùa màng bị tiêu hủy, và cho đến tháng 9 cần phải có $41.5 triệu cho công cuộc cứu trợ khẩn cấp.
Theo tài liệu của FAO, châu chấu mỗi ngày có thể bay xa tới 50 dặm và các đàn châu chấu trải ra trên mỗi dặm vuông khoảng 200 triệu con, đồng thời tiếp tục sinh đẻ và nở ra những con nhỏ. Một tấn châu chấu - chỉ là phần rất nhỏ trong một đàn - mỗi ngày tiêu thụ hay phá hoại một lượng lương thực cần dùng của 2.500 người. Tuy nhiên nhiều dân tộc, kể cả dân Do Thái, cũng ăn châu chấu và coi là một món thực phẩm hợp khẩu vị.
Ông Alexandre Huynh, nhân viên FAO làm việc tại thủ đô Antananarivo, Madagascar, nói rằng ở đâu cũng thấy châu chấu, lái xe đi hàng dặm vẫn chưa ra khỏi một đàn châu chấu và chúng bám lên kính xe không còn nhìn thấy đường. Theo lời ông: "Ngoài lương thực và phẩm vật cứu trợ, FAO cần có $22 triệu từ nay đến tháng 6 để mở chiến dịch rộng lớn phun thuốc trừ sâu".